# Heteracris pterosticha
Heteracris pterosticha är en insektsart som först beskrevs av Fischer von Waldheim 1833.  Heteracris pterosticha ingår i släktet Heteracris och familjen gräshoppor. Inga underarter finns listade i Catalogue of Life.